# Trichosanthes
Trichosanthes é um género botânico pertencente à família Cucurbitaceae.

## Espécies
- Trichosanthes anguina
- Trichosanthes baviensis Gagnepain
- Trichosanthes cucumeroides (Ser.) Maxim.
- Trichosanthes dunniana Levl.
- Trichosanthes fissibracteata C.Y. Wu ex C.Y. Cheng & Yueh
- Trichosanthes homophylla Hayata
- Trichosanthes kerrii Craib
- Trichosanthes kirilowii Maxim.
- Trichosanthes laceribractea Hayata
- Trichosanthes lepiniana (Nuad.) Cogn.
- Trichosanthes ovigera Blume
- Trichosanthes pedata Merr. & Chun
- Trichosanthes quinquangulata A. Gray
- Trichosanthes rubiflos Thorel ex Cayla
- Trichosanthes rugatisemina C.Y. Cheng et Yueh
- Trichosanthes sericeifolia C.Y. Cheng et Yueh
- Trichosanthes subrosea C.Y. Cheng et Yueh
- Trichosanthes subvelutina F.Muell. ex Cogn.
- Trichosanthes tricuspidata Lour.
- Trichosanthes truncata C.B. Clarke
- Trichosanthes villosa Blume
- Trichosanthes wallichiana (Ser.) Wight

## Classificação do gênero
| Sistema | Classificação                     | Referência               |
| ------- | --------------------------------- | ------------------------ |
| Linné   | Classe Monoecia, ordem Syngenesia | Species plantarum (1753) |